# Jennifer Salt
Jennifer Salt (* 4. September 1944 in Los Angeles, Kalifornien) ist eine US-amerikanische Filmproduzentin, Drehbuchautorin und Schauspielerin.

## Biografie
Salts Eltern, Waldo Salt und Mary Davenport, waren ebenfalls in der Filmbranche tätig, ihr Vater als Drehbuchautor und ihre Mutter als Schauspielerin. Ihre Stiefmutter war die Schriftstellerin Eve Merriam. Salt besuchte die High School of Performing Arts in New York und war Schülerin des Sarah Lawrence Colleges. Dort freundete sie sich mit der ebenfalls dort studierenden Jill Clayburgh sowie Brian De Palma an.
Erste Bekanntheit erlangte Jennifer Salt durch ihre Rolle in John Schlesingers Filmdrama Asphalt-Cowboy (1969) als Crazy Annie. Das Drehbuch zum Film schrieb ihr Vater. Kurz zuvor hatte sie die Arbeit an der Filmkomödie The Wedding Party unter der Regie von Brian De Palma beendet. Auch Jill Clayburgh wirkte dort mit. Bereits bei ihrem ersten Filmauftritt 1968 in der Mystery-Komödie Murder à la Mod war De Palma der Regisseur. In De Palmas schwarzer Komödie Hi, Mom!, die 1970 erschien, stand sie erneut auf der Besetzungsliste. Nachdem Salt diverse Bühnenauftritte absolviert hatte, wurde sie 1971 für ihr Spiel als Estelle in dem Bühnenstück Father’s Day mit dem Theatre World Award ausgezeichnet.
In der Literaturverfilmung Mach’s noch einmal, Sam arbeitete sie 1972 mit Woody Allen und Diane Keaton zusammen. Im Jahr darauf war sie wiederum in einem Film von Brian De Palma besetzt, diesmal in dem Horrorfilm Die Schwestern des Bösen, in dem auch ihre Mutter Mary Davenport eine Rolle hatte. Im Jahr 1978 spielte sie in einer Folge der Fernsehserie Eine amerikanische Familie mit, daran schlossen sich weitere Arbeiten für Fernsehproduktionen an, wie beispielsweise Love Boat (1979), Soap – Trautes Heim (von 1977 bis 1981 in 65 Folgen als Eunice, snobistische Tochter von Chester und Jessica Tate), Magnum (1986), Mord ist ihr Hobby (1987), The Marshall Chronicles (1990) und Lifestories (1990).
Die von ihr von 2003 bis 2010 mitproduzierte dramatische Arztserie  Nip/Tuck – Schönheit hat ihren Preis wurde mit zahlreichen Preisen ausgezeichnet, unter anderem dem AFI-Award. Für Ryan Murphys romantisches Drama Eat Pray Love von 2010, in dem Julia Roberts die Hauptrolle spielte, schrieb Salt zusammen mit Murphy das Drehbuch.
Seit 2011 arbeitete sie als Co-Produzentin an der US-Serie American Horror Story mit. An neun Episoden der Serie war sie zudem als Drehbuchautorin beteiligt.
Jennifer Salt war von 1976 bis 1980 mit David Greenberg verheiratet. Aus dieser Verbindung stammt ihr Sohn Jonah, der als Talent-Agent arbeitet.

## Auszeichnungen
- 1971: ausgezeichnet mit dem Theatre World Award für Father’s Day
- 2006: nominiert für den WGA Award (Fernsehen) für Nip/Tuck in der Kategorie „Drama“
- 2012: nominiert für den OFTA Television Award für American Horror Story in der Kategorie „Bestes Drehbuch“
- 2013: nominiert für den OFTA Television Award für American Horror Story in der Kategorie „Bestes Drehbuc“h
- 2013: nominiert für den Primetime Emmy für American Horror Story
- 2014: nominiert für den Primetime Emmy für American Horror Story
- 2015: nominiert für den Primetime Emmy für American Horror Story
- 2015: nominiert für den PGA Award für American Horror Story in der Kategorie „Hervorragende Produzentin“
- 2016: nominiert für den PGA Award für American Horror Story in der Kategorie „Hervorragende Produzentin“
- 2016: nominiert für den WGA Award (Fernsehen) für American Horror Story

## Filmografie  (Auswahl)
als Schauspielerin
- 1968: Murder à la Mod
- 1969: The Wedding Party
- 1969: Asphalt-Cowboy
- 1970: Hi, Mom!
- 1972: Mach’s noch einmal, Sam
- 1972: Die Schwestern des Bösen (Sisters)
- 1977–1981: Soap – Trautes Heim (Soap, Fernsehserie, 65 Folgen)
- 1978: Eine amerikanische Familie (Family, Fernsehserie, Folge Lifeline)
- 1978: Love Boat (Fernsehserie)
- 1980: It’s My Turn – Ich nenn’ es Liebe (It’s My Turn)
- 1985: Nachts wenn der Mörder kommt (Out of the Darkness) (Fernsehfilm)
- 1986: Magnum (Fernsehserie, Folge Find Me a Rainbow)
- 1986: Familienbande (Family Ties, Fernsehserie, Folge Be True to Your Preschool)
- 1987: Mord ist ihr Hobby (Murder, She Wrote, Fernsehserie, Folge Indian Giver)
- 1990: Harrys Nest (Empty Nest, Fernsehserie, Folge Take My Mom, Please)
- 1990: The Marshall Chronicles (Fernsehserie, 6 Folgen)
- 1990: Lifestories (Fernsehserie, Folge Jerry Forchette)

als Autorin (A), Produzentin (P)
- 1998: Sins of the City (Fernsehserie, 4 Folgen) (A)
- 2000: Rivals (Fernsehfilm) (A)
- 2002: A Nero Wolfe Mystery (Fernsehserie, Folge Cop Killer) (A)
- 2003–2010: Nip/Tuck – Schönheit hat ihren Preis (Fernsehserie, 8 Folgen) (A) + (P)
- 2010: Eat Pray Love (A)
- 2011–2015: American Horror Story (Fernsehserie, 9 Folgen) (A) + (P)
- 2020: Ratched (Fernsehserie, zwei Folgen) (A)

am Theater
- 1970: Watercolor als Gloria
- 1971: Father’s Day als Estelle
- 1981: Hasty Heart
- 1982: Diplomacy